# Ludwik Gorzkowski
Ludwik Gorzkowski (* 21. November 1811 in Krakau; † um 1857) war ein polnischer Revolutionär und während des Krakauer Aufstandes von 1846 Mitglied der provisorischen polnischen Nationalregierung.

## Leben
Er studierte Mathematik und Physik an der Universität Krakau und promovierte 1835 zum Dr. phil. Er war aktiv in der konspirativ, revolutionären „Vereinigung des polnischen Volkes“ beteiligt. Er agitierte vor allem unter Akademikern aber auch unter Handwerkern in Galizien, Schlesien und dem Großherzogtum Posen. Daneben hatte er Kontakt zum polnischen politischen Exil in Paris.
Er gehörte während des Krakauer Aufstandes von 1846 neben Jan Tyssowski und Aleksander Grzegorzewski der neu gebildeten polnischen Nationalregierung an. Diese erließ am 22. Februar 1846, das auch von Gorzkowski unterzeichnete Manifest, dass alle Polen zu den Waffen rief und die Aufhebung der Zinsen, Frondienste versprach und ankündigte den Freiheitskämpfern Entschädigung aus den Nationalgütern zu zahlen. Im Zusammenhang mit den inneren Konflikten unter den Aufständischen verlor er seine Führungsposition.